# Estadio Juan José Vázquez
El Estadio Juan José Vázquez es un estadio de fútbol de Paraguay que se encuentra ubicado en la ciudad de San Estanislao, departamento de San Pedro, distante a unos 151 km al noreste de Asunción, la capital del país.
En este escenario, que cuenta con capacidad para 4928 personas, hace las veces de anfitrión el equipo de fútbol del Club Unión Agrícola de la Liga Santaniana de Fútbol, como así también el Club Deportivo Santaní de la División Intermedia.

## Historia
El refaccionado coliseo deportivo, apodado J.J. Vázquez, perteneciente al Club Unión Agrícola, abrió sus puertas por primera vez para un encuentro de Primera División el domingo 5 de julio de 2015, en el marco de la jornada inaugural del torneo Clausura paraguayo.
En la ocasión, el cuadro local Deportivo Santaní recibió la visita del último campeón del balompié nacional, Cerro Porteño, cuyo equipo se llevó un triunfo de 1-0.
El 9 de septiembre de 2015 se realizó la prueba del sistema de iluminación del estadio, cuyos faros fueron encendidos por primera vez.
El 11 de septiembre de 2015 fue la inauguración oficial del sistema de iluminación. Y también se disputó el primer partido oficial con luz artificial, el encuentro correspondió a la fecha 11 del Torneo Clausura en el que el Deportivo Santaní recibió al Club Olimpia. El resultado del encuentro fue una victoria de la visita por 0 - 4.